# Ретльо (Старорусський район)
Ретльо (рос. Ретлё) — присілок в Старорусському районі Новгородської області Російської Федерації.
Населення становить 33 особи. Входить до складу муніципального утворення Наговське сільське поселення.

## Історія
Від 2004 року входить до складу муніципального утворення Наговське сільське поселення.

## Населення
| 2009 | 2010 |
| ---- | ---- |
| 33   | →33  |